# NGC 3995
NGC 3995 (również PGC 37624 lub UGC 6944) – magellaniczna galaktyka spiralna z poprzeczką (SBm), znajdująca się w gwiazdozbiorze Wielkiej Niedźwiedzicy. Odkrył ją Heinrich Louis d’Arrest 5 lutego 1864 roku. Wraz z NGC 3991 i NGC 3994 wchodzi w skład małej grupy oddziałujących ze sobą grawitacyjnie galaktyk oznaczonej jako Arp 313 w Atlasie Osobliwych Galaktyk Haltona Arpa.
W galaktyce tej zaobserwowano supernowe SN 1988ac i SN 2000ez.